# Robert Belushi
Robert James Belushi (Chicago, 23 ottobre 1980) è un attore statunitense, figlio dell'attore Jim.

## Filmografia

### Cinema
- Retroactive (1997)
- The Temerity of Zim (2008)
- The Christians (2008)
- Ufficialmente bionde (Legally Blondes), regia di Savage Steve Holland (2009)
- Patto di sangue (Sorority Row), regia di Stewart Hendler (2009)
- RiffRaff (2009)
- Dear Mr. Fidrych (2009)
- Appuntamento con l'amore (Valentine's Day), regia di Garry Marshall (2010)
- Cougars Inc. (2011)
- Thunderstruck - Un talento fulminante (Thunderstruck) (2012)
- Amore per finta (One Small Hitch) (2013)
- Il mostro della miniera (2013)
- La stirpe del male (Devil's Due), regia di Matt Bettinelli-Olpin e Tyler Gillett (2014)
- Doubting Thomas, regia di Will McFadden (2018)
- The Blackout, regia di Daniela De Carlo (2019)
- One Nation Under God, regia di Lisa Arnold (2020)

### Televisione
- The Birthday Boy (1986)
- La vita secondo Jim (According to Jim) – serie TV, 11 episodi (2001-2009)
- The Defenders – serie TV, 4 episodi (2011)
- Cooper and Stone – film TV (2011)
- The Men's Room – film TV (2012)
- The Joe Schmo Show – reality TV, 10 episodi (2013)
- The Goodwin Games – serie TV, 2 episodi (2013)
- Single Siblings – serie TV (2013)
- How I Met Your Mother – serie TV, 11 episodi (2013-2014)
- Heebie Jeebies – film TV (2013)
- Agents of S.H.I.E.L.D. – serie TV, 2 episodi (2014)
- The Mentalist – serie TV, episodi 7x07, 7x13 (2015)
- Chicago P.D. – serie TV, 2 episodi (2015)
- Liv e Maddie (Liv and Maddie) – serie TV, episodio 3x04 (2015)
- Ballers – serie TV, episodi 2x01-3x01 (2016-2017)
- 12 Deadly Days – serie TV, 2 episodi (2016)
- Empire – serie TV, episodio 4x05 (2017)
- The Off Season – serie TV, 5 episodi (2017)
- Grey's Anatomy – serie TV, episodio 15x12 (2019)
- American Housewife – serie TV, episodio 3x21 (2019)
- Trojans of Tinder – serie TV, episodio 1x03 (2020)
- Side Hustle – serie TV, episodio 1x11 (2021)
- Pretty Smart – serie TV, episodio 1x05 (2021)
- Mayans M.C. – serie TV, 2 episodi (2022)
- The Glue Factory – serie TV, 6 episodi (2022-)

## Doppiatori italiani
Nelle versioni in italiano delle opere in cui ha recitato, Robert Belushi è stato doppiato da:
- Simone Crisari ne La vita secondo Jim
- Matteo Zanotti in How I Met Your Mother (ep. 9x14-9x16, 9x18)
- Davide Garbolino in How I Met Your Mother (ep. 9x20)
- Francesco Venditti ne La stirpe del male
- Carlo Scipioni in Agents of S.H.I.E.L.D.
- Daniele Raffaeli in The Mentalist
- Gabriele Marchingiglio in Grey's Anatomy
- Mauro Gravina in Mayans M.C.